# Pont suspendu du Bono
Le pont suspendu du Bono est un pont suspendu de 1840, sur la commune du Bono. Il est inscrit à l’inventaire des monuments historiques par arrêté du 17 novembre 1997. Actuellement réservé aux piétons, la circulation automobile a été déplacée vers le pont Joseph-Le-Brix à 300 mètres.

## Origine
La construction d'un pont suspendu au confluent de la rivière du Bono et de la rivière d'Auray est décidée le 25 août 1835 au cours d'une séance du conseil municipal d'Auray. Monsieur Laurent, ingénieur des Ponts et Chaussées est désigné pour réaliser ce projet. Avec un coût de 22 000 francs, le pont sera financé par une subvention royale de 10 000 francs et par l'établissement d'un péage avec concession au constructeur.

## Concession
Le 30 mai 1837, le roi Louis-Philippe Ier établit l'ordonnance des conditions légales de la concession. L'article 2 précise par exemple que la durée de la concession, est fixée par le préfet sur un « billet cacheté » qui ne sera ouvert qu'après  « l'adjudication des travaux en faveur du soumissionnaire qui offrira le plus fort rabais sur cette durée ». L'article 5 fixe en outre le tarif du droit de passage: 5 centimes pour une personne, 10 pour un cheval et son cavalier, 25 pour une charrette chargée et attelée et 30 centimes pour un chariot de roulage. Le passage des bœufs, vaches et ânes coûtera 5 centimes par animal et un veau, un porc ou un mouton vaudra 2 centimes et demi pour son passage sur le pont. Ainsi le 30 décembre 1838, la concession est définie pour une durée de 98 ans, à monsieur Le Pontois, qui devra réaliser l'ouvrage moyennant le versement de la subvention de 10 000 francs.

## Service
Le 1er octobre 1840, le pont est inauguré mais des réparations sont déjà nécessaires en 1859 puis en 1863. En décembre 1865, une tempête endommage le pont, et faute de réparations, la circulation devient interdite. Deux ans plus tard, des réparations permettent une ouverture partielle du pont : la circulation reprend pour deux années avant de devoir limiter le passage à cinq piétons à la fois. Un nouveau pont est proposé mais finalement une vaste modernisation du pont existant est effectuée par les ateliers de construction R.P. Forget en 1870.

## Modernisation de 1870
Durant les trente années qui suivirent l'ouverture du pont, les techniques sur la construction des ponts suspendus a considérablement évoluée. Les ateliers Forget choisissent de remplacer et renforcer divers éléments du pont. Les câbles porteurs sont remplacées et les nouveaux câbles sont deux fois plus gros (700 fils de fer contre 360 auparavant). Le tablier est reconstruit entièrement en acier (retrait des poutrelles en bois). Et des contre-câbles (câbles tendus reliant le tablier au piliers par en dessous le tablier) sont installées. Dix huit mois plus tard, le pont s'ouvre à nouveau à la circulation.

## Autres réparations
Les établissements F. Arnodin réparent le pont durant l'été 1925 et remplacent une nouvelle fois les câbles porteurs, ajoutent deux sous-longrines sous les poutrelles du tablier, renforcent les poutrelles par des tirants sous-tendeurs et remplacent les anciens garde-corps. Le pont tiendra ainsi jusqu'aux années 1990, et sera à nouveau fermé pour assurer la sécurité. En 2005-2006 une  nouvelle restauration d'un coût de 720 000 euros (dont 50 000 euros de dons) est entamée et l'ouvrage est démonté. Seuls les deux piliers sont restés en attente des nouveaux éléments. À l'été 2006, le pont reprend du service.

## Galerie
| Quelques vues du pont |
| --------------------- |
|                       |